# Emel'yanovsky (huyện)
Huyện Emel'yanovsky (tiếng Nga: ? райо́н) là một huyện hành chính tự quản (raion), của Vùng Krasnoyarsk, Nga. Huyện có diện tích 7693 kilômét vuông, dân số thời điểm ngày 1 tháng 1 năm 2000 là 42300 người. Trung tâm của huyện đóng ở Emelyanovo.